# L'Auvergnat de Paris
Pour les articles homonymes, voir Auvergnat (homonymie).

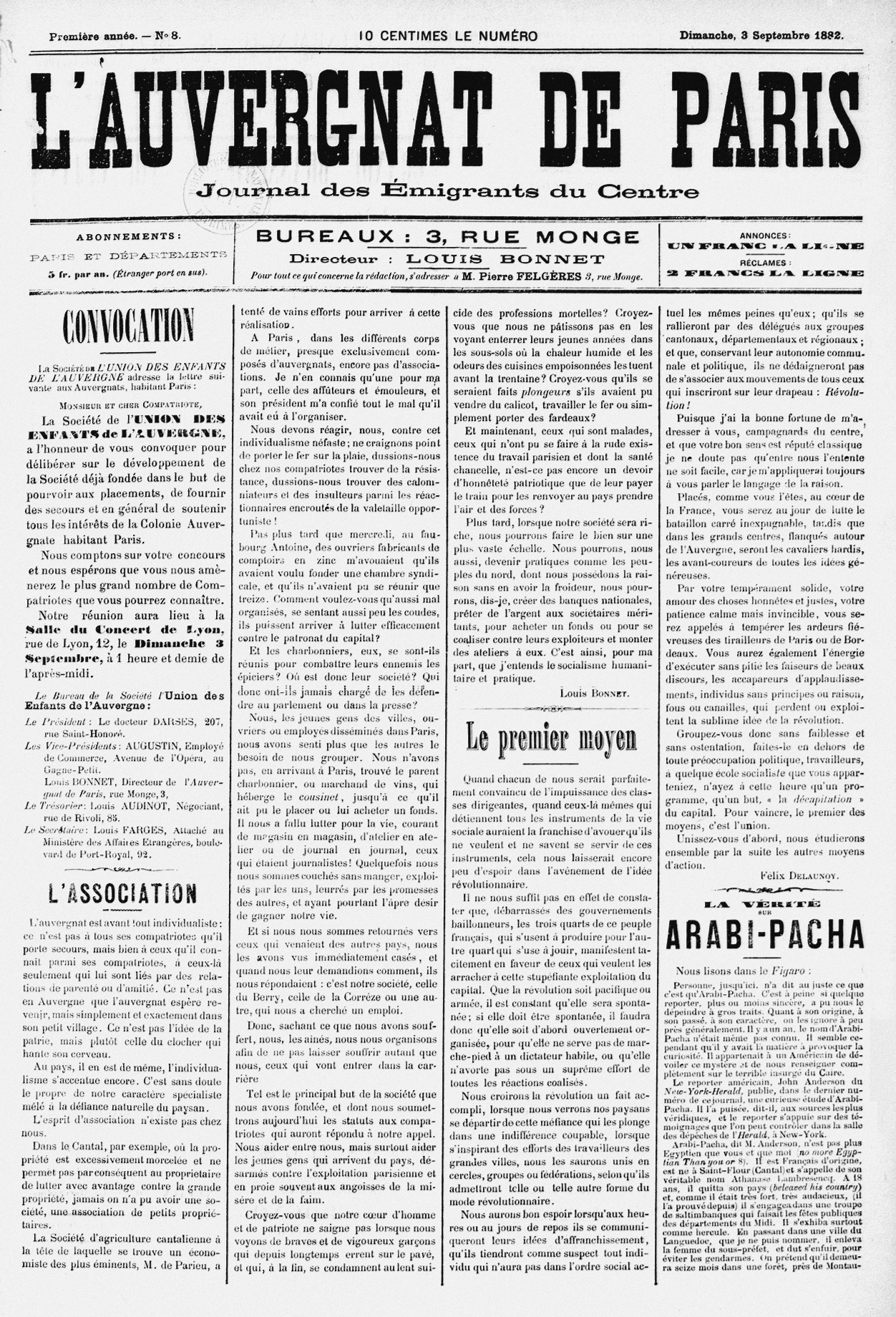
"L'Auvergnat de Paris" N°8 paru le 8 septembre 1882.

L’Auvergnat de Paris est un journal hebdomadaire créé le 14 juillet 1882 par Louis Bonnet et diffusé sur Paris et toute l'Île-de-France. L'hebdomadaire paraît tous les jeudis et son tirage s'élève à 11 000 exemplaires. Son lectorat est principalement composé de propriétaires, gérants et directeurs de cafés, bars, brasseries et restaurants situés en Île-de-France, à Paris mais également en Auvergne et dans le Massif central. L'Auvergnat de Paris s'adresse également aux industriels, producteurs et distributeurs du secteur CHR-CHD.
L'ancien sous-titre du journal était « Du Massif central et fier de l’être ». Il est désormais le journal de référence du CHR-CHD sur Paris et en Île-de-France.
Le journal a été la propriété de l'homme d'affaires auvergnat Gilles Barissat, puis a été racheté par plusieurs entreprises : la SARL Bistrots et Comptoirs de Paris (juillet 2008), le groupe Michel Burton Communication (octobre 2009). L'Auvergnat de Paris est désormais édité par le groupe Au Cœur des Villes, spécialisé dans les magazines s'adressant aux professionnels des commerces de proximité.

## Histoire de l'Auvergnat de Paris[2]

### 1882 - 1913
14 juillet 1882, premier numéro de L'Auvergnat de Paris, journal des émigrants du Centre : « L'Auvergnat de Paris est né, et il est né viable. C'est tout armé qu'il est sorti d'un cerveau têtu d'Auvergnat ». Celui d'un Cantalien, né en 1856, à Aurillac : Louis Bonnet est le fils d'un journaliste-imprimeur de la capitale géraldienne, qui comme beaucoup de ses compatriotes, "monte" à Paris pour gagner sa vie. Se lançant dans le journalisme politique, il a, à 26 ans, l'intuition géniale de fédérer le petit peuple auvergnat de Paris, de cette fin du XIXe siècle, les bougnats. Avec comme cri de ralliement : "Tout pour l'Auvergne". Natifs des hautes terres aux confins du Cantal, de l'Aveyron et de la Lozère, d'origine paysanne, avec peu d'instruction et la foi catholique, ils sont assez différents de l'intellectuel citadin et du politicien anticlérical qu'est Louis Bonnet. Mais un même amour de la terre nourricière du Massif central les réunit. Le journal, paraissant tous les vendredis, comporte quatre pages et le lecteur peut découvrir la politique, la littérature, les faits divers, sous la plume de personnalités auvergnates prestigieuses, comme Jules Vallès. Pour un prix d'abonnement à l'année de 3 francs. En 1900, le journal se présente sur quatre pages et il est vendu 15 centimes.
Ce qui fait la force et l'âme du journal, c'est le réseau de correspondants de chaque village du Massif central, qui se constitue peu à peu. Chaque semaine, des menus événements sont publiés dans les colonnes : on est au courant de tout, sans quitter Paris. Déjà à l'époque, sept départements sont couverts : l'Aveyron, le Cantal, la Corrèze, la Haute-Loire, le Lot, la Lozère et le Puy-de-Dôme. Au début, certains se montrent un peu surpris d'être étiquetés "auvergnats", mais très vite, ils en sont fiers.
L'ambition de Louis Bonnet est également de défendre les Auvergnats de Paris, les grouper, et s'adjoindre le concours des notables établis, d'origine auvergnate. Et le mouvement auvergnat se structure sous son impulsion : syndicats professionnels, sociétés de secours mutuel, cercle littéraire, amicales. Chaque canton ou même village du Massif central crée la sienne à Paris ; des amicales voient également le jour en banlieue, par localité. Des groupes folkloriques s'organisent. Et en 1886, Louis Bonnet coiffe le tout par la Ligue auvergnate et du Massif central. Toujours dynamique et à l'origine d'une grande soirée de gala chaque année, en décembre : la nuit Arverne, où l'élection des Pastourelles apparaît comme point d'orgue à cette grande fête conviviale.
Il faut dire que Louis Bonnet est un homme à la force de travail sans commune mesure : outre la rédaction, il arpente Paris, à pied d'abord, puis en fiacre, collectant des abonnements et participant activement à toute la vie de la communauté auvergnate.
En 1904, Louis Bonnet crée les trains qui portent son nom. Jusqu'en 1939, ils conduisent, à prix réduit, chaque printemps et chaque été, des compatriotes au pays. Une ambiance toute particulière règne dans ces wagons, comme il se doit entre Auvergnats : cabrette et casse-croûte, bourrée sur le quai, à chaque arrêt. Ce grand homme providentiel pour la communauté auvergnate s'éteint en 1913 : une foule immense a suivi son cercueil de la Bastille au cimetière du Père-Lachaise. Une rue du XIe arrondissement porte aujourd'hui son nom, au cœur de la "petite Auvergne".

### 1913 - 1940
C'est son fils, Louis Bonnet, qui prend sa succession et s'occupe du journal. Avec la guerre de 1914 - 1918, le nouveau directeur, beaucoup d'abonnés et de correspondants sont mobilisés. La survie de l'hebdomadaire s'organise grâce à l'appui et au travail de la veuve du fondateur.
La pagination se réduit à deux pages. C'est à cette époque que les préoccupations des petits commerçants et notamment celles de leurs femmes qui tenaient la boutique pendant que leurs époux étaient sur le front, prennent une grande importance dans les pages de L'Auvergnat : pénurie de marchandises, blocage des prix... Mais surtout, le journal relate à la Une, sous le titre "Guerre", les événements et donne la liste des Auvergnats morts au front.
De 1919 à 1939, c'est l'âge d'or pour L'Auvergnat de Paris... L'histoire locale de toute une région se raconte au fil des nouvelles locales, très détaillées, grâce au dévouement des correspondants. Les rubriques de petites annonces concernant les offres d'emploi, les ventes de fonds de commerce... jouent un rôle important dans la vie économique de Paris et de l'Auvergne.
Sur les dix pages grand format que compte le journal, on trouve évidemment les locales, des articles d'actualités en Une, des articles concernant les métiers de cafés-hôtels-restaurants. De ces petits commerçants, L'Auvergnat se pose en ardent défenseur, étant donné la conjoncture de l'époque, faite d'inflation et même de crise économique, comme celle de 1929. La dernière page du journal se consacre au "Massif central, revue régionaliste hebdomadaire, littéraire, économique et touristique", où des érudits locaux présentent leurs dernières recherches.
Et le journal ne manque pas de saluer l'accession de personnalités originaires du Massif central à des fonctions élevées dans la vie politique ou publique : à l'Élysée, à la Présidence du Conseil, à l'Hôtel de Ville, au Palais de Justice ou à l'archevêché de Paris.

### 1940 - 1979
Comme beaucoup de journaux à l'époque, L'Auvergnat de Paris cesse de paraître pendant la Deuxième Guerre mondiale. Il renaît en 1945 et retrouve assez rapidement son rayonnement d'avant-guerre. C'est Louis Bonnet, troisième du nom qui tient la barre à partir de 1952, son père étant décédé. Le journal garde son essence première, avec ses nouvelles locales, les comptes-rendus de la vie amicaliste... En 1986, il se présente sur 30 pages environ, avec un tirage de 17 780 exemplaires.
Louis Bonnet, grande figure des Auvergnats de Paris dans les années 1950-80, vient de s'éteindre.

### 1980 - 1998
C'est Daniel Rovira-Bonnet qui prend la direction du journal faisant de lui une tribune de l'actualité locale.
Le journal commence à rencontrer certaines difficultés financières et est cédé, en 1998, à un groupe d'actionnaires acteurs majeurs dans la profession des Cafés Hôtels Restaurants et à Gilles Barissat, lui-même Auvergnat et chef d'entreprise. Ce dernier se retrouvera par la suite seul à la tête de cette vieille institution pour faire du journal ce qu'il est aujourd'hui : un journal professionnel au service des "CHR Auvergnat" et bien au-delà.

### 2004 - 2017
Propriété depuis dix ans de l'homme d'affaires auvergnat Gilles Barissat, L'Auvergnat de Paris, qui tire à 15 000 exemplaires, était devenu en 2004 un organe de la presse professionnelle pour les cafés, hôtels et restaurants. Il avait pris le titre de CHR (Cafés, Hôtels, Restaurants)- L'Auvergnat de Paris, les informations régionales destinées aux Auvergnats résidant à Paris passant au second plan.
Racheté en juillet 2008 par la SARL Bistrots et Comptoirs de Paris, l'hebdomadaire L'Auvergnat de Paris, qui se présente comme "l'un des plus vieux hebdomadaires de France", cherche un repreneur après avoir été mis en liquidation. L'hebdomadaire, qui titre à la une de son édition publiée le 23 mai "CHR l'Auvergnat de Paris à la recherche d'un second souffle", a obtenu du tribunal un délai pour trouver un repreneur.
L'Auvergnat de Paris dépose le bilan, le 16 juillet 2009 ; devant faire face à de graves difficultés financières et n'ayant pas trouvé de nouveau repreneur pour le titre, il est mis en liquidation judiciaire le 6 août 2009 par le tribunal de commerce de Paris. La fin d'une grande aventure significative d'un changement dans la communauté auvergnate à Paris.
Le Groupe MBC (Michel Burton Communication) devient le 15 octobre 2009, le nouveau propriétaire du journal hebdomadaire L'Auvergnat de Paris. Le groupe était éditeur de la Lettre CHR-CHD, Décision Boissons, La Revue des Comptoirs et ses suppléments Le Shaker, Tendances et Carnets de Bar. La reprise de la parution s’est effectuée le 5 novembre 2009, avec un retour dans les kiosques,. Le groupe de presse professionnelle Michel Burton Communication (MBC) est un groupe indépendant et a vu le jour en décembre 1990.

### 2017 - 2018
Le 6 janvier 2017, le titre est repris et édité par « Au Cœur des Villes », qui s'efforce de perpétuer la tradition tout en faisant progressivement évoluer le titre vers plus de modernité.